# Souma
Souma är en grekisk vodka som görs på vindruvor. När druvorna pressats används köttet, som kallas tsipoura, för att tillverka drycken. De lämnas för att jäsa i stora tunnor med havsvatten. De kokas därefter i destilleringsapparater och ångan samlas in, vilket ger en alkoholhalt på mer än 40 %. Vid destilleringen brukar ofta olika festligheter hållas.
Drycken är typisk för öarna Rhodos och Samos och liknar den kretensiska drycken raki.